# Wu (Zehn Königreiche)

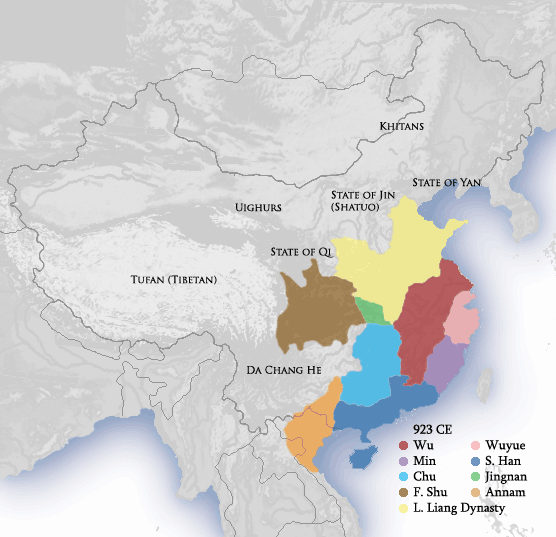
Späte Liang-Dynastie und Nachbarkönigreiche, 923 n. Chr. Wu ist dunkelrot dargestellt.

Wu (chin. 吳) oder Huainan (淮南) war von 907 bis 937 eines der Zehn Königreiche in China. Seine Hauptstadt war ursprünglich Guangling und später Jinling. Der letzte König von Wu, Xu Zhigao, erklärte sich zum legitimen Nachfolger der Tang und rief das Südliche Tang-Reich aus.